# Robertsdale, Alabama
Robertsdale är en stad (city) i Baldwin County, i delstaten Alabama, USA. Enligt United States Census Bureau har staden en folkmängd på 5 402 invånare (2011) och en landarea på 14,1 km².